# 中山修一
中山 修一（なかやま しゅういち、1915年（大正4年）7月19日 - 1997年（平成9年）4月30日）は、日本の考古学者、歴史地理学者。京都府出身。長岡京の調査・研究等において大きな業績を残したことで知られ、「長岡京発見の父」とも呼ばれる。長岡京跡発掘調査研究所所長。京都文教短期大学名誉教授。著書に「長岡京発掘」(共著)「長岡京内と外」「よみがえる長岡京」などがある。

## 経歴
| 年       | 月日     | 事項 |
| -------- | -------- | --- |
| 大正4年  | 7月19日  | 新神足村大字勝竜寺小字久貝（現長岡京市久貝）にて誕生。                                                                                         |
| 昭和10年 | 3月      | 京都府師範学校本科第二部を卒業する。 |
| 昭和10年 | 4月1日   | 向陽小学校訓導となると同時に短期現役兵として入隊する。                                                                                         |
| 昭和10年 | 8月31日  | 陸軍歩兵伍長に任ぜられ、同日除隊、国民軍士官勤務適任証書を受領する。                                                                           |
| 昭和14年 | 4月      | 京都府師範学校専攻科に入学する。 |
| 昭和15年 | 4月      | 長法寺小学校訓導となる。 |
| 昭和17年 | 3月18日  | 『乙訓村海印寺村郷土史の研究』を著す。早良親王幽閉事件を書き、不敬罪として警察の取り調べを受ける。                                             |
| 昭和19年 | 4月      | 中等教員試験検定日本史東洋史に合格。京都府立伏見中学校兼桃山中学校教諭となる。                                                                 |
| 昭和21年 | 5月      | 京都大学文学部史学科に入学し、地理学を専攻。在学中に平安女学院講師。                                                                           |
| 昭和24年 | 4月      | 京都大学文学部大学院に進学。 |
| 昭和24年 | 9月      | 京都女子中学・高校教諭となる。 |
| 昭和26年 | 4月      | 京都市立西京高校教諭となる。 |
| 昭和29年 | 12月30日 | 長岡京の発掘調査にはじめて着手し、翌年早々朝堂院中門にあたる会昌門跡を発見。                                                                   |
| 昭和30年 | 3月27日  | 長岡宮会昌門発見の報道が行なわれ、大きな反響をよぶ。                                                                                           |
| 昭和31年 |          | 長岡京大内裏付近遺物分布図を作成する |
| 昭和33年 | 12月15日 | 京都市教育委員会指導主事として出向する。 |
| 昭和34年 |          | 長岡宮大極殿跡・小安殿を発掘する。 |
| 昭和40年 | 4月      | 長岡京の発掘調査に従事するため、京都市立西京商業高校定時制教諭となる。                                                                         |
| 昭和40年 | 11月5日  | 京都府教育委員会から文化財功労者表彰を受ける。                                                                                                 |
| 昭和41年 | 2月13日  | 小林清等と「乙訓の文化遺産を守る会」を結成し、副会長に就任する。                                                                               |
| 昭和45年 | 11月5日  | 文化庁長官から長年文化財に力を注いだ功績により、表彰を受ける。                                                                                 |
| 昭和47年 | 10月1日  | 京都家政短期大学助教授となる。 |
| 昭和47年 | 11月11日 | 京都市教育委員会から京都市教育功労者表彰を受ける。                                                                                             |
| 昭和50年 | 4月1日   | 京都家政短期大学教授となる。 |
| 昭和50年 | 10月13日 | 長岡京市文化財保護審議会会長となる。 |
| 昭和51年 | 3月      | 長岡宮跡発掘調査団（のちに長岡京跡発掘調査研究所と改称）を再結成し、団長となる。                                                               |
| 昭和56年 | 11月7日  | 多年にわたる長岡京跡の究明に功績があったとして、京都府教育功労者表彰を受ける。                                                                 |
| 昭和57年 | 4月12日  | 吉川英治文化賞を受ける。 |
| 昭和58年 | 11月30日 | 京都新聞文化賞を受ける。 |
| 昭和59年 | 11月11日 | 長岡京遷都1200年を迎え、長岡京遷都1200年記念実行委員会から、長岡京の発掘・調査研究・遺跡保存などに大きな功績を残したとして、記念表彰を受ける。 |
| 昭和62年 | 4月1日   | 京都文教短期大学名誉教授となる。 |
| 昭和62年 | 11月3日  | 勲五等雙光旭日章を授与される。 |
| 平成3年  | 3月22日  | 長岡京市第1回文化功労賞を受ける。 |
| 平成8年  | 2月8日   | 京都府文化賞特別功労賞を受ける。 |
| 平成9年  | 4月30日  | 自宅にて心不全のため死去。戒名は「無学院精空修徳居士」                                                                                         |

## 中山修一記念館

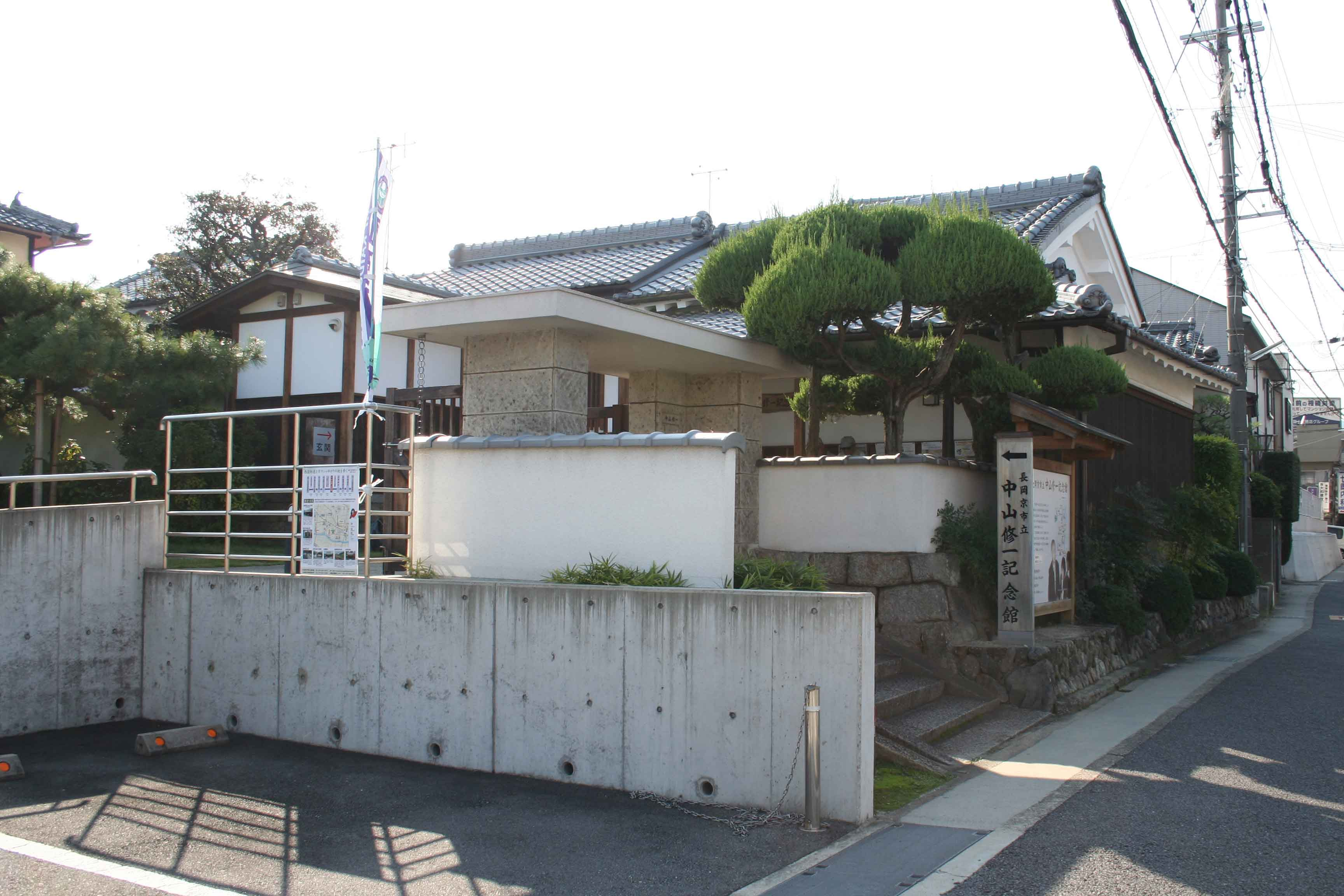

2002年、中山による功績を顕彰する施設として、京都府長岡京市久貝にある中山の生家の一部が「中山修一記念館」がオープンした。ここでは、中山の発掘調査研究の成果などを知ることができる。